# (6291) Renzetti
(6291) Renzetti es un asteroide perteneciente al cinturón de asteroides, región del sistema solar que se encuentra entre las órbitas de Marte y Júpiter, descubierto el 15 de octubre de 1985 por Edward Bowell desde la Estación Anderson Mesa (condado de Coconino, cerca de Flagstaff, Arizona, Estados Unidos).

## Designación y nombre
Designado provisionalmente como 1985 TM1. Fue nombrado Renzetti en homenaje a Nicholas A. Renzetti, con motivo de su jubilación del Laboratorio de Propulsión a Reacción después de 37 años de contribuciones a la Red del Espacio Profundo (Deep Space Network - DSN) de la NASA. Como gerente de la Oficina de Ciencia del DSN, revitalizó el Radar del Sistema Solar Goldstone, desde el que se han observado y estudiado hasta 34 planetas menores. También mejoró el funcionamiento de antenas DSN para investigación geodinámica, radio interferometría, espectroscopía de microondas y SETI.

## Características orbitales
Renzetti está situado a una distancia media del Sol de 2,481 ua, pudiendo alejarse hasta 3,012 ua y acercarse hasta 1,951 ua. Su excentricidad es 0,213 y la inclinación orbital 11,49 grados. Emplea 1428,04 días en completar una órbita alrededor del Sol.

## Características físicas
La magnitud absoluta de Renzetti es 13,2. Tiene 4,934 km de diámetro y su albedo se estima en 0,417. 